# Cuixafora

Armênia em 150. Gogarena situa-se ao norte

Cuixafora (em armênio/arménio: Քվիշափոր; romaniz.: Kuišap’or), segundo a Geografia de Ananias de Siracena (século VII), foi um gavar (cantão) da província de Gogarena, na Armênia. Desde 363/87, segundo o geógrafo do século VII Ananias, era um dos distrito da Reino da Ibéria, situado na região da Baixa Ibéria, no Ducado de Sanxevilde. Tinha uma área de 495 quilômetros quadrados. Estava localizado no curso superior do rio Maxavera em torno da fortaleza Cuesi.